# Flabellum (genre)
Ne doit pas être confondu avec Flabellum.
Genre
Flabellum est un genre de coraux durs de la famille des Flabellidae.

## Liste d'espèces
Selon World Register of Marine Species (2 juillet 2015) et ITIS (2 juillet 2015), le genre Flabellum comprend les espèces suivantes :
| Selon World Register of Marine Species (2 juillet 2015) : - sous-genre Flabellum (Flabellum) Lesson, 1831 - Flabellum angustum Yabe & Eguchi, 1942 - Flabellum arcuatile Cairns, 1999 - Flabellum areum Cairns, 1982 - Flabellum atlanticum Cairns, 1979 - Flabellum australe Moseley, 1881 - Flabellum campanulatum Holdsworth, 1862 - Flabellum chunii Marenzeller, 1904 - Flabellum cinctutum Cairns & Polonio, 2013 - Flabellum curvatum Moseley, 1881 - Flabellum flexuosum Cairns, 1982 - Flabellum floridanum Cairns, 1991 - Flabellum folkesoni Cairns, 1998 - Flabellum galapagense Milne Edwards & Haime, 1848 † - Flabellum gardineri Cairns, 1982 - Flabellum impensum Squires, 1962 - Flabellum knoxi Ralph & Squires, 1962 - Flabellum lamellulosum Alcock, 1902 - Flabellum magnificum Marenzeller, 1904 - Flabellum ongulense Eguchi, 1965 - Flabellum patens Moseley, 1881 - Flabellum pavoninum Lesson, 1831 - Flabellum politum Cairns, 1989 - Flabellum thouarsii Milne Edwards & Haime, 1848 - Flabellum transversale Moseley, 1881 - Flabellum vaughani Cairns, 1984 - sous-genre Flabellum (Ulocyathus) M. Sars, 1851 - Flabellum alabastrum Moseley & Thompson, 1873 - Flabellum angulare Moseley, 1876 - Flabellum aotearoa Squires, 1964 - Flabellum apertum Moseley, 1876 - Flabellum conuis Moseley, 1881 - Flabellum daphnense Durham & Barnard, 1952 - Flabellum deludens Marenzeller, 1904 - Flabellum hoffmeisteri Cairns & Parker, 1992 - Flabellum japonicum Moseley, 1881 - Flabellum lowekeyesi Squires & Ralph, 1965 - Flabellum macandrewi Gray, 1849 - Flabellum marcus Keller, 1974 - Flabellum marenzelleri Cairns, 1989 - Flabellum messum Alcock, 1902 - Flabellum moseleyi Pourtalès, 1880 - Flabellum sexcostatum Cairns, 1989 - Flabellum tuthilli Hoffmeister, 1933 - Flabellum gallapagense M. Edwards & Haime, 1848 † - Flabellum laciniatum Philippi, 1841) † | Selon ITIS (2 juillet 2015), Flabellum comprend les espèces : - Flabellum alabastrum Moseley, 1876 - Flabellum angulare Moseley, 1876 - Flabellum angustum Yabe & Eguchi, 1942 - Flabellum aotearoa Squires, 1964 - Flabellum apertum Moseley, 1876 - Flabellum arcuatile Cairns, 1999 - Flabellum areum Cairns, 1982 - Flabellum atlanticum Cairns, 1979 - Flabellum australe Moseley, 1881 - Flabellum campanulatum Holdsworth, 1862 - Flabellum chunii Marenzeller, 1904 - Flabellum conuis Moseley, 1881 - Flabellum curvatum Moseley, 1881 - Flabellum daphnense Durham & Barnard, 1952 - Flabellum deludens Marenzeller, 1904 - Flabellum flexuosum Cairns, 1982 - Flabellum floridanum Cairns, 1991 - Flabellum folkesoni Cairns, 1998 - Flabellum fragile Cairns, 1977 - Flabellum galapagense Milne-Edwards & Haime, 1848 - Flabellum gardineri Cairns, 1982 - Flabellum gracile Studer, 1877 - Flabellum hoffmeisteri Cairns & Parker, 1992 - Flabellum impensum Squires, 1962 - Flabellum irregulare Tenison-Woods, 1878 - Flabellum japonicum Moseley, 1881 - Flabellum knoxi Ralph & Squires, 1962 - Flabellum lamellulosum Alcock, 1902 - Flabellum lowekeyesi Squires & Ralph, 1965 - Flabellum macandrewi Gray, 1849 - Flabellum magnificum Marenzeller, 1904 - Flabellum marcus Keller, 1974 - Flabellum marenzelleri Cairns, 1989 - Flabellum messum Alcock, 1902 - Flabellum mortensi Studer, 1877 - Flabellum moseleyi De Pourtalès, 1880 - Flabellum ongulense Eguchi, 1965 - Flabellum patens Moseley, 1881 - Flabellum pavoninum Lesson, 1831 - Flabellum politum Cairns, 1989 - Flabellum raukawaensis Squires & Keyes, 1967 - Flabellum rubrum Quoy & Gaimard, 1833 - Flabellum sexcostatum Cairns, 1989 - Flabellum sibogae Gardiner, 1904 - Flabellum spinosum Milne-Edwards & Haime, 1848 - Flabellum stokesi Milne-Edwards & Haime, 1848 - Flabellum thouarsii Milne-Edwards & Haime, 1848 - Flabellum transversale Moseley, 1881 - Flabellum tubuliferum Tenison-Woods, 1880 - Flabellum tuthilli Hoffmeister, 1933 - Flabellum vaughani Cairns, 1984 |